# U-19-Fußball-Asienmeisterschaft der Frauen 2007
Die vierte Ausgabe der U-19-Fußball-Asienmeisterschaft der Frauen wurde vom 5. bis zum 16. Oktober 2007 in der Volksrepublik China ausgetragen. China hat diese Meisterschaft zum zweiten Mal nach 2004 ausgerichtet. Ursprünglich war Malaysia als Gastgeber des Turniers vorgesehen, nach der Absage des südostasiatischen Landes wich man dann auf China aus.

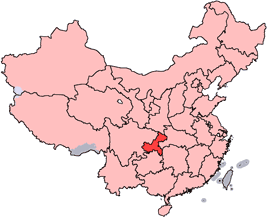
Die Lage Chongqings in China

Die meisten Spiele wurden im Sport-Centre-Stadion von Chongqing ausgetragen. Dieses Stadion wurde im Jahre 2004 für die Asienmeisterschaft der Herren gebaut und hat eine Kapazität von 58.852 Plätzen. Weiterhin kann es in der Medienlounge bis zu 300 Journalisten beherbergen. Üblicherweise ist es die Heimstätte des chinesischen Erstligisten Chongqing Lifan. Die Gruppenspiele Australien-Myanmar und China-Südkorea wurden im Datianwan-Stadion ausgetragen. Die Ticketpreise liegen bei 10 Renminbi (0,95 €).
Die Mannschaft Nordkoreas gewann das Turnier nach einem 1:0-Sieg über Japan. Gastgeber China siegte mit 1:0 gegen Südkorea und qualifizierte sich als dritter zusammen mit den beiden Finalisten für die Weltmeisterschaft im Jahr 2008 in Chile.

## Qualifikation und Teilnehmer
Zunächst hatte der Asiatische Verband entschieden, dass die vier Halbfinalteilnehmer von 2006 (China, Nordkorea, Australien und Japan) sowie Gastgeber Malaysia automatisch für die Endrunde qualifiziert sind. Nach der Absage Malaysias rückte mit Südkorea der beste Gruppendritte von 2006 nach.
Für die restlichen drei Endrundenplätze bewarben sich 14 Mannschaften. Diese wurden zunächst durch eine Vorqualifikation (im Oktober 2006) auf neun reduziert. In der Hauptqualifikation wurden die übrigen Mannschaften dann auf zwei Gruppen verteilt. In Gruppe A spielten fünf Mannschaften um zwei Endrundenplätze während sich in Gruppe B mit vier Mannschaften nur der Gruppensieger qualifizierte. Thailand, Myanmar (Gruppe A) und Taiwan (Gruppe B) konnten sich in der Qualifikation durchsetzen. Die Qualifikationsrunden wurden im November 2006 ausgetragen.
Endrundenteilnehmer
| - Australien - Volksrepublik China (Gastgeber/Titelverteidiger) - Japan - Nordkorea | - Myanmar - Südkorea - Chinesisch Taipeh - Thailand |

## Spiele und Ergebnisse

### Gruppenphase
Die Auslosung der Gruppen fand am 20. November 2006 in Kuala Lumpur statt. China wurde als Gruppenkopf der Gruppe B gesetzt und wird das Eröffnungsspiel bestreiten.
Die Platzierung der Mannschaften in den Vorrundengruppen ergeben sich dabei in folgender Reihenfolge:
1. Anzahl Punkte (Sieg: 3 Punkte; Unentschieden: 1 Punkt; Niederlage: 0 Punkte),
2. bei Punktgleichheit der direkte Vergleich zwischen den betroffenen Mannschaften
3. bei Punktgleichheit im direkten Vergleich die Tordifferenz aus allen drei Spielen;
4. bei gleicher Tordifferenz die Anzahl der erzielten Tore aus allen drei Spielen;
5. das Los.

#### Gruppe A
| Pl. | Land       | Sp. | S | U | N | Tore    | Diff. | Punkte |
| --- | ---------- | --- | - | - | - | ------- | ----- | ------ |
| 1.  | Nordkorea  | 3   | 3 | 0 | 0 | 008:200 | +6    | 09     |
| 2.  | Japan      | 3   | 2 | 0 | 1 | 010:300 | +7    | 06     |
| 3.  | Australien | 3   | 1 | 0 | 2 | 003:400 | −1    | 03     |
| 4.  | Myanmar    | 3   | 0 | 0 | 3 | 001:130 | −12   | 0      |

|                  |   |            |           |
| 6. Oktober 2007  |   |            |           |
| Nordkorea        | – | Myanmar    | 3:0 (1:0) |
| 6. Oktober 2007  |   |            |           |
| Japan            | – | Australien | 1:0 (1:0) |
| 8. Oktober 2007  |   |            |           |
| Australien       | – | Nordkorea  | 1:2 (1:1) |
| 8. Oktober 2007  |   |            |           |
| Myanmar          | – | Japan      | 0:8 (0:3) |
| 10. Oktober 2007 |   |            |           |
| Nordkorea        | – | Japan      | 3:1 (1:1) |
| 10. Oktober 2007 |   |            |           |
| Myanmar          | – | Australien | 1:2 (1:1) |

#### Gruppe B
| Pl. | Land     | Sp. | S | U | N | Tore    | Diff. | Punkte |
| --- | -------- | --- | - | - | - | ------- | ----- | ------ |
| 1.  | Südkorea | 3   | 2 | 1 | 0 | 010:200 | +8    | 07     |
| 2.  | China    | 3   | 2 | 1 | 0 | 008:100 | +7    | 07     |
| 3.  | Thailand | 3   | 1 | 0 | 2 | 003:500 | −2    | 03     |
| 4.  | Taiwan   | 3   | 0 | 0 | 3 | 000:130 | −13   | 0      |

|                 |   |          |           |
| 5. Oktober 2007 |   |          |           |
| China           | – | Thailand | 2:0 (0:0) |
| 5. Oktober 2007 |   |          |           |
| Südkorea        | – | Taiwan   | 6:0 (3:0) |
| 7. Oktober 2007 |   |          |           |
| Thailand        | – | Südkorea | 1:3 (1:1) |
| 7. Oktober 2007 |   |          |           |
| Taiwan          | – | China    | 0:5 (0:3) |
| 9. Oktober 2007 |   |          |           |
| China           | – | Südkorea | 1:1 (1:0) |
| 9. Oktober 2007 |   |          |           |
| Thailand        | – | Taiwan   | 2:0 (1:0) |

### Halbfinale
|                               |   |       |                      |
| 13. Oktober 2007 in Chongqing |   |       |                      |
| Südkorea                      | – | Japan | 0:0 n. V., 5:6 i. E. |
| 13. Oktober 2007 in Chongqing |   |       |                      |
| Nordkorea                     | – | China | 4:1 (3:0)            |

### Spiel um Platz drei
|                               |   |          |           |
| 16. Oktober 2007 in Chongqing |   |          |           |
| China                         | – | Südkorea | 1:0 (0:0) |

### Finale
|                               |   |       |           |
| 16. Oktober 2007 in Chongqing |   |       |           |
| Nordkorea                     | – | Japan | 1:0 (1:0) |